# فلاديمير غلوتوف
فلاديمير غلوتوف ، من مواليد 23 يناير 1937 ، لاعب كرة قدم سوفييتي سابق.
لعب مع منتخب الاتحاد السوفييتي لكرة القدم.

## وصلات خارجية
- فلاديمير غلوتوف على موقع قاعدة بيانات كرة القدم.إي يو (الإنجليزية)
- فلاديمير غلوتوف على موقع ناشيونال فوتبول تيمز (الإنجليزية)